# Толи
Уезд Толи́ (уйг. تولى ناھىيىسى; Toli Nahiyisi‎, каз. تولى اۋدانى; кит. упр. 托里县, пиньинь Tuōlǐ xiàn) — уезд в округе Чугучак Синьцзян-Уйгурского автономного района КНР. Название происходит от монгольского слова, означающего «зеркальный источник», и связано с находящимся в этих местах родником.

## История
30 апреля 1949 года из уезда Эминь был выделен полууезд Кэле (克烈半县). В июле 1950 года он был преобразован в Центральный район Кэле (克烈中心区). В октябре 1952 года Центральный район Кэле был преобразован в уезд Толи.

## География
Уезд Толи на севере граничит с уездом Дурбульджин, на востоке — с городским округом Карамай, на юго-востоке — с городским уездом Усу, на юге — с Боро-Тала-Монгольским автономным округом, на юго-западе — с Казахстаном, на западе — с уездом Юйминь.

## Административное деление
Уезд Толи делится на 3 посёлка и 4 волости.